# 三友國五郎
三友 國五郎（みとも くにごろう、1904年 - 1983年）は、日本の地理学者、考古学者。吉野ヶ里遺跡の発見者。

## 来歴・人物
埼玉県大里郡久下村（現・熊谷市）に生まれる。
旧制埼玉県立熊谷中学校（現・埼玉県立熊谷高等学校）、旧制浦和高等学校（現・埼玉大学）を経て、1931年に京都帝国大学文学部史学科を卒業した。
卒業後は旧制福岡県立東筑中学校（現・福岡県立東筑高等学校）の教諭となる。当地では北九州郷土史研究会に参加した。1934年に吉野ヶ里遺跡を学会に報告し、七田忠七とともに発見者となった。
1938年に日本統治下の朝鮮にあった旧制平壌第三中学校に転任、1940年に旧制平壌第一中学校に移る。この時期には、朝鮮で有光教一らが実施した発掘調査にも参加した。
その後、鹿児島師範学校教授となる。学制改革後は、鹿児島大学文理学部教授を経て、1952年に埼玉大学文理学部教授となる。鹿児島大学時代には薩南諸島やトカラ列島の学術調査をおこない、埼玉大学時代は県内の発掘調査指導に当たった。
学界では埼玉考古学会初代会長（1954年）、埼玉遺跡調査会委員長（1959年）に就任し、歴史地理学会では常任委員（編集担当）を務めた。
1975年、勲三等旭日中綬章を受章した。